# 王宽 (阿訇)
王宽（1848年—1919年），字浩然，经名阿卜杜·拉赫曼。回族。北京丰台人，近现代中国伊斯兰教阿訇、经师、宗教教育革新家。出身于经学世家，其先辈世代为北京牛街清真寺“付冠带住持”。王宽一生从事宗教教育，改革旧式学堂，关心穆斯林经济文化事业发展，支持社会进步，在中国穆斯林文化教育史上起了开拓和创新的作用。

## 生平
王宽自青年时代起即开始出任各地清真寺教长，从事讲学活动。1906年，到麦加朝觐后便游学埃及、奥斯曼帝国等地进行考察，受到奥斯曼帝国苏丹阿卜杜勒·哈米德二世的礼遇。翌年归国时，携回苏丹赠送的经书千余卷，并聘请土耳其经学专家哈夫苏·哈桑和阿里·里达一同来华传授《古兰经》诵读学及诵读方法。
为振兴宗教，提高穆斯林文化素质，他主张改革经堂教育陈旧的内容和方法，倡导举办经学与汉学并举的新式学校。1907年在北京牛街清真寺内创办新型的回文师范学堂，由其弟子达浦生主持教务，改良教学方法，修订课程内容，在经堂教学中兼授汉文及其它文化知识，以培养新式师资。1908年，他为改变经堂教育“教学方法陈旧迂拙；事繁效鲜与学塾等”的状况，以普及新的宗教文化教育，提高经、汉知识水平为宗旨，同马邻翼等创办了京师清真两等(初等、高等)小学堂，并分设4所小学于城郊各处。此后在上海、南京、开封、呼和浩特等地任教长时，仍继续发展宗教教育事业，从而培养了诸如达浦生、马松亭、杨明远等一批伊斯兰教经师和学者。在王宽的影响下，全国各地纷纷效法，创办新式学堂，其中中等学校有八九处；小学堂达六七百处。这是王宽把寺院经堂教育发展为新式学校教育的创举，是中国伊斯兰教教育史上的一次革新。
王宽积极倡导创办伊斯兰学术文化团体、发展民族工业。1912年，他发起组织了中国穆斯林第一个全国性宗教团体——中国回教俱进会，提出了“兴教育、固团体、回汉亲睦”的主张，受到各地的响应，纷纷成立分会。1914年前后，他在北京牛街创办了一家生产毛巾、浴巾的回民普慈工厂，成为振兴民族工业的开端。他追求进步，拥护孙中山推翻封建帝制、建立共和政体的事业。曾在中国回教促进会晋见孙中山。1917年秋，孙中山致函王宽，要他联合西北穆斯林参加“护法运动”，他予以响应。1919年，于北京病逝。